# مباکه
مباکه (به لاتین: Mbacké Department) یک منطقهٔ مسکونی در سنگال است که در ناحیه دیوربل واقع شده‌است. مباکه ۱٬۸۳۳ کیلومتر مربع مساحت و ۹۲۹٬۷۶۴ نفر جمعیت دارد.